# 50. ceremonia wręczenia nagród Grammy
50. ceremonia wręczenia nagród Grammy – nominacje do nagród za dokonania muzyczne zrealizowane od 1 października 2006 roku do 30 września 2007 roku ogłoszone zostały 6 grudnia 2007 roku, a uroczyste przyznanie nagród odbyło się 10 lutego 2008 roku w Staples Center, Los Angeles.
Na poprzedzającej ceremonię wręczenia Nagród Grammy gali MusiCares, Aretha Franklin została wyróżniona jako Person of the Year za całościowy wkład w historię muzyki.
Zwyciężczynią wieczoru została Amy Winehouse, która otrzymała z sześciu nominacji pięć nagród. Winehouse poddała się na krótko przed ceremonią leczeniu odwykowemu i początkowo nie otrzymała wizy do USA. Gdy decyzja została zmieniona było już za późno na zorganizowanie wyjazdu i występy Winehouse zostały transmitowane z Londynu.

## Prezenterzy
- Chris Brown
- Cher
- Fergie
- Cuba Gooding Jr.
- Juanes
- Tom Hanks
- Quincy Jones
- Cyndi Lauper
- John Legend
- Bette Midler
- Prince
- Keely Smith
- Ringo Starr
- Usher
- Stevie Wonder

## Wykonawcy
- Alicia Keys
- Amy Winehouse (transmisja z Londynu)
- Andrea Bocelli
- Aretha Franklin
- Beyoncé Knowles
- Carrie Underwood
- Fergie z John Legend
- Foo Fighters
- Herbie Hancock
- Jerry Lee Lewis
- John Mayer
- John Paul Jones
- Kanye West z Daft Punk
- Kid Rock
- Lang Lang
- Rihanna
- The Time

## Nagrody ogólne

### Nagranie Roku
- "Irreaplaceable" Beyoncé Knowles (producenci: Jim Caruana, Jason Goldstein & Geoff Rice)
- "The Pretender" Foo Fighters (producenci: Adrian Bushby & Rich Costey)
- "What Goes Around...Comes Around" Justin Timberlake (producenci: Jimmy Douglass & Timbaland)
- "Rehab" Amy Winehouse (producent: Tom Elmhirst)

### Album Roku
- "Echoes, Silence, Patience & Grace" Foo Fighters
- "These Days" Vince Gill
- "River: The Joni Letters" Herbie Hancock
- "Graduation" Kanye West
- " Back To Black" Amy Winehouse

### Piosenka Roku
- "Before He Cheats" Carrie Underwood
- "Hey There Delilah" Plain White T’s
- "Like A Star" Corinne Bailey Rae
- "Rehab" Amy Winehouse
- "Umbrella" Rihanna z Jay-Z

### Najlepszy Nowy Artysta
- Feist
- Ledisi
- Paramore
- Taylor Swift
- Amy Winehouse

## Pop

### Najlepsze Żeńskie Wykonanie Pop
- "Candyman" Christina Aguilera
- "1234" Feist
- "Big Girls Don’t Cry" Fergie
- "Say It Right" Nelly Furtado
- "Rehab" Amy Winehouse

### Najlepsze Męskie Wykonanie Pop
- "Everything" Michael Bublé
- "Belief" John Mayer
- "Dance Tonight" Paul McCartney
- "Amazing" Seal
- "What Goes Around...Comes Around" Justin Timberlake

### Najlepsze Wokalne Wykonanie przez Duet lub Grupę
- "(You Want To) Make A Memory" Bon Jovi
- "Home" Daughtry
- "Makes Me Wonder" Maroon 5
- "Hey There Delilah" Plain White T’s
- "Window In The Skies" U2

### Najlepsza Wokalna Współpraca Pop
- "Steppin’ Out" Tony Bennett & Christina Aguilera
- "Beautiful Liar" Beyoncé & Shakira
- "Gone Gone Gone (Done Moved On)" Robert Plant & Alison Krauss
- "The Sweet Escape" Gwen Stefani & Akon
- "Give It To Me" Timbaland z Nelly Furtado & Justin Timberlake

### Najlepsze Instrumentalne Wykonanie Pop
- "Off The Grid" Beastie Boys
- "Paris Sunrise #7" Ben Harper & The Innocent Criminals
- "Over The Rainbow" Dave Koz
- "One Week Last Summer" Joni Mitchell
- "Simple Pleasures" Spyro Gyra

### Najlepszy Album Instrumentalny Pop
- "The Mix-Up" Beastie Boys
- "Italia" Chris Botti
- "At The Movies" Dave Koz
- "Good To Go-Go" Spyro Gyra
- "Roundtrip" Kirk Whalum

### Najlepszy Album Wokalny Pop
- "Lost Highway" Bon Jovi
- "The Reminder" Feist
- "It Won't Be Soon Before Long" Maroon 5
- "Memory Almost Full" Paul McCartney
- "Back To Black" Amy Winehouse

## Muzyka taneczna

### Najlepsze Nagranie Muzyki Tanecznej
- "Do It Again" The Chemical Brothers
- "D.A.N.C.E." Justice
- "Love Today" Mika
- "Don’t Stop The Music" Rihanna
- "LoveStoned/I Think She Knows" Justin Timberlake

### Najlepszy Album Muzyki Elektronicznej/Tanecznej
- "We Are The Night" The Chemical Brothers
- " T" Justice
- "Sound Of Silver" LCD Soundsystem
- "We Are Pilots" Shiny Toy Guns
- "Elements Of Life" Tiësto

## Pop Tradycyjny

### Najlepszy Album Wokalnego Popu Tradycyjnego
- "Call Me Irresponsible" Michael Bublé
- "Cool Yule" Bette Midler
- "Trav’lin’ Light" Queen Latifah
- "Live in Concert 2006" Barbra Streisand
- "James Taylor At Christmas" James Taylor

## Rock

### Najlepsze Wokalne Wykonanie Solowe Rock
- "Timebomb" Beck
- "Only Mama Knows" Paul McCartney
- "Our Country" John Mellencamp
- "Radio Nowhere" Bruce Springsteen
- "Come On" Lucinda Williams

### Najlepsze Wokalne Wykonanie Rock przez Duet lub Grupę
- "It's Not Over" Daughtry
- "Working Class Hero" Green Day
- "If Everyone Cared" Nickelback
- "Instant Karma" U2
- "Icky Thump" The White Stripes

### Najlepsze Wykonanie Hard Rock
- "Sweet Sacrifice" Evanescence
- "The Pretender" Foo Fighters
- "I Don’t Wanna Stop" Ozzy Osbourne
- "Sick, Sick, Sick" Queens of the Stone Age
- "The Pot" Tool

### Najlepsze Wykonanie Heavy Metal
- "Nothing Left" As I Lay Dying
- "Never Ending Hill" King Diamond
- "Aesthetics Of Hate" Machine Head
- "Redemption" Shadows Fall
- "Final Six" Slayer

### Najlepsze Instrumentalne Wykonanie Rock
- "The Ecstasy Of Gold" Metallica
- "Malignant Narcissism" Rush
- "Always With Me, Always With You" Joe Satriani
- "Once Upon A Time In The West" Bruce Springsteen
- "The Attitude Song" Steve Vai

### Najlepsza Piosenka Rock
- "Come On" Lucinda Williams
- "Icky Thump" Jack White
- "It's Not Over" Daughtry
- "The Pretender" Foo Fighters
- "Radio Nowhere" Bruce Springsteen

### Najlepszy Album Rock
- "Daughtry" Daughtry
- "Revival" John Fogerty
- "Echoes, Silence, Patience & Grace" Foo Fighters
- "Magic" Bruce Springsteen
- "Sky Blue Sky" Wilco

## Muzyka Alternatywna

### Najlepszy Album Muzyki Alternatywnej
- "Alright, Still..." Lily Allen
- "Neon Bible" Arcade Fire
- "Volta" Bjork
- "Wincing The Night Away" The Shins
- "Icky Thump" The White Stripes

## R&B

### Najlepsze Wokalne Wykonanie Żeńskie R&B
- "Just Fine" Mary J. Blige
- "When I See You" Fantasia
- "No One" Alicia Keys
- "If I Have My Way" Chrisette Michele
- "Hate On Me" Jill Scott

### Najlepsze Wokalne Wykonanie Męskie R&B
- "Woman" Raheem DeVaughn
- "B.U.D.D.Y." Musiq Soulchild
- "Because Of You" Ne-Yo
- "Future Baby Mama" Prince
- "Please Don’t Go" Tank

### Najlepsze Wokalne Wykonanie R&B przez Duett lub Grupę
- "Same Girl" R. Kelly z Usher
- "Disrespectful" Chaka Khan z Mary J. Blige
- "Hate That I Love You" Rihanna z Ne-Yo
- "Baby" Angie Stone z Betty Wright
- "Bartender" T-Pain z Akon

### Najlepsze Wokalne Wykonanie Tradycyjnego R&B
- "Walk A Mile In My Shoes" Otis Clay
- "All Night Long" Randy Crawford & Joe Sample
- "In My Songs" Gerald Levert
- "I Apologize" Ann Nesby
- "I Am Your Man" Ryan Shaw

### Najlepsze Wykonanie Urban R&B/R&B Alternatywnego
- "Make A Baby" Vikter Duplaix
- "That’s The Way Of The World" Dwele
- "Daydreamin" Lupe Fiasco z Jill Scott
- "Fantasy" Me’shell Ndegeocello
- "Dream" Alice Smith

### Najlepsza Piosenka R&B
- "Beautiful Flower" India.Arie
- "Hate That I Love You" Rihanna Ne-Yo
- "No One" Alicia Keys
- "Teachme" Musiq Soulchild
- "When I See U" Fantasia

### Najlepszy Album R&B
- "Funk This" Chaka Khan
- "Lost & Found" Ledisi
- "Luvanmusiq" Musiq Soulchild
- "The Real Thing" Jill Scott
- "Sex, Love & Pain" Tank

### Najlepszy Album Współczesnego R&B
- "Konvicted" Akon
- "Just Like You" Keyshia Cole
- "Fantasia" Fantasia
- "East Side Story" Emily King
- "Because Of You" Ne-Yo

## Rap

### Najlepsze Solowe Wykonanie Rap
- "The People" Common
- "I Get Money" 50 Cent
- "Show Me What You Got" Jay-Z
- "Big Things Poppin’ (Do It)" T.I.
- "Stronger" Kanye West

### Najlepsze Wykonanie Rap przez Duett lub Grupę
- "Southside" Common z Kanye West
- "Make It Rain" Fat Joe z Lil Wayne
- "Party Like A Rockstar" Shop Boyz
- "Int'l Players Anthem (I Choose You)" UGK z OutKast
- "Better Than I've Ever Been" Kanye West, Nas & KRS-One

### Najlepsza Współpraca Rapowa/Śpiewana
- "I Wanna Love You" Akon z Snoop Dogg
- "Kiss, Kiss" Chris Brown & T-Pain
- "Let It Go" Keyshia Cole z Missy Elliott & Lil’ Kim
- "Umbrella" Rihanna z Jay-Z
- "Good Life" Kanye West z T-Pain

### Najlepsza Piosenka Rapowa
- "Ayo Technology" 50 Cent z Justin Timberlake & Timbaland
- "Big Things Poppin’ (Do It)" T.I.
- "Can’t Tell Me Nothing" Kanye West
- "Crank That (Soulja Boy)" Soulja Boy Tell'Em
- "Good Life" Kanye West z T-Pain

### Najlepszy Album Rap
- "Finding Forever" Common
- "Kingdom Come" Jay-Z
- "Hip Hop Is Dead" Nas
- "T.I. vs T.I.P." T.I.
- "Graduation" Kanye West

## Country

### Najlepsze Wokalne Wykonanie Żeńskie Country
- "Before He Cheats" Carrie Underwood

### Najlepsze Wokalne Wykonanie Męskie Country
- "Stupid Boy" Keith Urban

### Najlepsze Wokalne Wykonanie Country przez Duett lub Grupę
- "How Long (J.D. Souther song)" Eagles

### Najlepsza Wokalna Współpraca Country
- "Lost Highway" Willie Nelson & Ray Price

### Najlepsze Instrumentalne Wykonanie Country
- '"Throttleneck" Brad Paisley

### Najlepsza Piosenka Country
- "Before He Cheats" Carrie Underwood

### Najlepszy Album Country
- "These Days" Vince Gill

### Najlepszy Album Bluegrass
- "The Bluegrass Diaries" Jim Lauderdale

## New Age

### Najlepszy Album New Age
- "Crestone" Paul Winter Consort

## Jazz

### Najlepszy Album Jazzu Współczesnego
- "River: The Joni Letters" Herbie Hancock

### Najlepszy Album Jazzu Wokalnego
- "Avant Gershwin" Patti Austin

### Najlepsza Instrumentalna Solówka Jazzowa
- "Anagram" Michael Brecker

### Najlepszy Instrumentalny Album Jazzowy – Wykonanie Solo lub przez Grupę
- "Pilgrimage" Michael Brecker

### Najlepszy Album Jazzowy – Wykonanie przez Orkiestry Jazzowe
- "A Tale of God’s Will (A Requiem for Katrina)" Terence Blanchard

### Najlepszy Album Jazzu Latynoskiego
- "Funk Tango" Paquito D' Rivera

## Blues

### Najlepszy Album Bluesa Tradycyjnego
- "Last of the Great Mississippi Delta Bluesmen: Live in Dallas" Henry Townsend, Joe Willie "Pinetop" Perkins, Robert Lockwood Jr. & David Honeyboy Edwards

### Najlepszy Album Bluesa Współczesnego
- "The Road to Escondido" JJ Cale & Eric Clapton